# Omar Ibn Abi Rabia
ʿUmar ibn Abī Rabīʿah (en arabe : عمر بن أبي ربيعة) (644-712/744) était un poète arabe de ghazal principalement.
Il est né dans une famille aisée de la tribu mecquoise de Quraych. C'est l'auteur de poésie érotique le plus connu et le plus représentatif du Hedjaz médiéval.
Célèbre pour ses poésies amoureuses, il voua toute sa vie à Thorayya, une jeune femme issue de l'aristocratie hedjazienne.
Ibn Rabia est connu pour avoir inauguré « une poésie galante, malicieuse, souvent réaliste qui tranche sur le sentimentalisme des amours bédouines et donne le ton aux citadins ».
Il fut l'un des concepteurs des poésies de "l'amour-passion".
On disait à propos de lui que « Chaque belle qu'il voyait dans la rue ou durant le pèlerinage l'enflammait ».

## Extrait
Sur Thorayya il écrit:
« Ses beautés m'ont ravi le cœur : pureté
de son cou de gazelle, ou s'enroule une rangée de perles.
Finesse d'une taille sous laquelle s'épanouissent des rondeurs
bien pleines, dessinant les courbes des collines.
Eclat du visage, vrai soleil parmi les nuages,
disparaissant, majestueux, quand descend le soir.
Dents espacées d'une bouche aux gencives rouge sombre, douce
dont le goût ne rappelle aucune saveur connue.
Toute tendre, sœur de l'onagre, n'offrant à qui
voulait reprendre quelque chose, aucun défaut.
Tel est ce qui d'elle m'est apparu ;
de ce qui resta caché je ne saurais rien dire. »